# 隼 (鴻型水雷艇)
|                | |
| 艦歴           | |
| 計画           | 昭和9年度計画（②計画） |
| 起工           | 1934年12月19日 |
| 進水           | 1935年10月28日 |
| 就役           | 1936年12月7日竣工 |
| その後         | 1944年9月24日空爆により沈没                                                                                                 |
| 除籍           | 1944年12月10日 |
| 要目（竣工時） | |
| 排水量         | 基準：840英トン 公試：960トン                                                                                               |
| 全長           | 88.50m |
| 全幅           | 8.18m |
| 吃水           | 2.76m |
| 機関           | ロ号艦本式缶2基 艦本式タービン2基 2軸、19,000馬力                                                                           |
| 速力           | 30.5ノット |
| 航続距離       | 14ノットで4,000海里 |
| 燃料           | 重油：245トン |
| 乗員           | 129名 |
| 兵装           | 45口径十一年式12cm単装砲3門 53cm3連装魚雷発射管1基3門 （六年式魚雷3本） 40mm機銃1挺（雉、鷺、鳩は毘式） （雁は25mm機銃1挺） |

隼（はやぶさ）は、日本海軍の水雷艇。鴻型の3番艇。艦艇名としては隼型水雷艇「隼」に続いて2代目。

## 艇歴
1934年（昭和9年）11月24日、隼と命名され、水雷艇に類別。同年12月19日に三菱重工業横浜船渠で起工。1935年（昭和10年）10月28日進水。1936年（昭和11年）12月7日に竣工し、横須賀鎮守府籍、第1水雷隊に編入された。
日中戦争では、上海海軍特別陸戦隊支援、揚子江遡行作戦に従事。太平洋戦争開戦後、香港攻略作戦、比島攻略作戦、海上護衛作戦に参加。1944年（昭和19年）9月24日、船団の護衛任務中にシブヤン海バンタン島北西で米空母艦載機の爆撃により沈没。同年12月10日に除籍。

## 歴代艇長
艤装員長
- 宮内新一 少佐：1936年7月22日[5] -

水雷艇長
- 宮内新一 少佐：1936年12月7日[6] - 1937年12月1日[7]
- 石井汞 少佐：1937年12月1日[7] - 1938年9月26日[8]
- 井内志郎 大尉：1938年9月26日[8] - 1938年12月15日[9]
- 荒井靖夫 少佐：1938年12月15日[10] - 1939年11月15日[11]
- 馬越正博 大尉：1939年11月15日[11] - 1940年4月24日[12]
- 平佐田休 大尉：1940年4月24日[12] - 1941年9月10日[13]
- 富田敏彦 大尉：1941年9月10日[13] -